# Frönsjön
Frönsjön är en sjö i Älvdalens kommun i Dalarna och ingår i Dalälvens huvudavrinningsområde. Sjön har en area på 0,286 kvadratkilometer och ligger 580,3 meter över havet. Sjön avvattnas av vattendraget Frönsjöbrunnen.

## Delavrinningsområde
Frönsjön ingår i det delavrinningsområde (687662-132253) som SMHI kallar för Mynnar i Frönhån. Medelhöjden är 659 meter över havet och ytan är 15,63 kvadratkilometer. Det finns inga avrinningsområden uppströms utan avrinningsområdet är högsta punkten. Frönsjöbrunnen som avvattnar avrinningsområdet har biflödesordning 3, vilket innebär att vattnet flödar genom totalt 3 vattendrag innan det når havet efter 494 kilometer. Avrinningsområdet består mestadels av skog (75 procent) och sankmarker (18 procent). Avrinningsområdet har 0,29 kvadratkilometer vattenytor vilket ger det en sjöprocent på 1,8 procent.